# Teràpia dirigida
La teràpia dirigida o la teràpia dirigida molecularment és una de les principals modalitats de tractament mèdic (farmacoteràpia) per al càncer, altres són la teràpia hormonal i la quimioteràpia citotòxica. Com a forma de medicina molecular, la teràpia dirigida bloqueja el creixement de les cèl·lules canceroses interferint amb molècules específiques necessàries per a la carcinogènesi i el creixement del tumor, en lloc d'interferir simplement amb totes les cèl·lules que es divideixen ràpidament (per exemple, amb la quimioteràpia tradicional). Com que la majoria d'agents per a la teràpia dirigida són biofàrmacs, el terme teràpia biològica de vegades és sinònim de teràpia dirigida quan s'utilitza en el context de la teràpia contra el càncer (i, per tant, es distingeix de la quimioteràpia, és a dir, la teràpia citotòxica). Tot i això, es poden combinar les modalitats; així els conjugats anticòs-fàrmac combinen mecanismes biològics i citotòxics en una sola teràpia dirigida.
Una altra forma de teràpia dirigida consisteix en l'ús d'enzims de nanoenginyeria que s'uneixin a una cèl·lula tumoral de manera que el procés natural de degradació de les cèl·lules del cos pugui digerir la cèl·lula, eliminant-la efectivament del cos.
S'espera que les teràpies dirigides contra el càncer siguin més efectives que les formes de tractament més antigues i alhora menys perjudicials per a les cèl·lules normals. Moltes teràpies dirigides són exemples d'immunoteràpia (utilitzant mecanismes immunitaris per a objectius terapèutics) desenvolupades pel camp de la immunologia del càncer. Per tant, com a immunomoduladors, són un tipus de modificadors de la resposta biològica.
Les teràpies dirigides amb més èxit són entitats químiques que es dirigeixen a una proteïna o enzim que té una mutació o una altra alteració genètica específica de les cèl·lules canceroses i que no es troba al teixit hoste normal o que s'orienta preferentment a una proteïna o un enzim. Un dels terapèutics moleculars dirigits amb més èxit és Gleevec, que és un inhibidor de la cinasa amb una afinitat excepcional per la proteïna d'oncofusió BCR-Abl, que és un fort motor de la tumorigènesi en la leucèmia mielògena crònica. Tot i que s'utilitza en altres indicacions, Gleevec és el més eficaç per dirigir-se a la BCR-Abl. Altres exemples de productes terapèutics moleculars dirigits a oncògens mutats inclouen PLX27892, que s'adreça a mutants B-raf en el melanoma.
Hi ha teràpies específiques per al càncer de pulmó, càncer colorectal, càncer de cap i coll, càncer de mama, mieloma múltiple, limfoma, càncer de pròstata, melanoma i altres tipus de càncer.
Els biomarcadors solen ser necessaris per ajudar a la selecció de pacients que probablement respondran a una determinada teràpia específica.
La teràpia co-dirigida consisteix en l'ús d'una o més terapèutiques dirigides a múltiples objectius, per exemple PI3K i MEK, en un intent de generar una resposta sinèrgica i evitar el desenvolupament de resistència als medicaments.
Els experiments definitius que van demostrar que la teràpia dirigida revertiria el fenotip maligne de les cèl·lules tumorals amb sobreexpressió de Her2/neu utilitzant tractament amb anticossos monoclonals in vitro i in vivo pel laboratori de Mark Greene i publicades des del 1985.
Alguns han posat en qüestió l'ús del terme, afirmant que els medicaments que normalment s'associen amb aquest terme són insuficientment selectius. La frase apareix ocasionalment entre cometes: "teràpia dirigida". Les teràpies dirigides també es podrien descriure's com a "quimioteràpia" o "quimioteràpia no citotòxica", ja que "quimioteràpia" significa estrictament només "tractament per productes químics". Però en l'ús mèdic habitual, la "quimioteràpia" s'utilitza principalment i específicament per a la quimioteràpia citotòxica "tradicional".